# Magic Affair
Magic Affair — немецкий евродэнс проект, основанный в 1993 году Майком Стаабом (англ. Mike Staab). До 1994 года музыкальный коллектив был известен под названием Mysterious Art.

## История
Magic Affair возникла совместно с группой Mysterious Art, которая в 1989 году возглавляла немецкие чарты с их синглами, такими как «Das Omen — Teil 1» и «Carma — Omen 2». Основателем и продюсером группы является Майк Стааб. Его самая первая композиция «Omen» была написана им в конце 80-х годов, в 1989 году заняла первые места в престижных хит-парадах и удерживала лидерство в течение всего года. Далее был написан сингл «Omen 2». «Omen 3» получил широкое распространение и стал платиновым в Германии, а в Австралии — золотым.
Спустя некоторое время, а именно в 1994 году, группа решила изменить название на Magic Affair. В конце 1994 году были написаны ремиксы к популярным хитам. Танцевальный хит «Give Me All Your Love» был удостоен престижной награды «Echo Award» в Германии.
В творческом коллективе не обошлось и без конфликтов. Итак, вокалистка Франка Моргана (Franca Morgana) и Эй Кей Свифт (A.K. Swift) не смогли прийти к единому консенсусу, в итоге последний покидает группу. На его место приходит другая творческая личность — Альфонсо Даниель Морган (Alfonso Daniel Morgan). В процессе создания новых танцевальных песен продюсер, а также все остальные члены команды прекрасно осознали, что заменить прежнего рэпера Свифта невозможно, поэтому его попросили вернуться в группу. Через небольшой срок он покидает группу окончательно, но уже не один, а вместе с вокалисткой Франкой Моргана и решают заниматься сольными карьерами.
В 1995 году новыми вокалистками и исполнителями песен группы стали Анита Дэвис (Anita Davis) и Джанет де Лара (Jannet De Lara). Анита Дэвис была американкой, свою раннюю карьеру проходила в Нью-Йорке, в Бродвее, именно там она научилась петь и танцевать. Самые популярные синглы, исполненные Анитой Дэвис, являются «Energy Of Light», «World Of Freedom» и «The Rhythm Makes You Wanna Dance».
В 1996 году выходит следующий альбом под названием «PhenOMENia», продюсером которого стал Cyborg, а над участием записи принимали другие знаменитости, в частности поп-дива Glori и Daisy Dee. В этом же году в группу входит рэпер Raz-ma-Taz, а если быть точнее, то приходит на замену вокалистки Жаннет Де Лара, который до перехода в Magic Affair работал в E-Rotic. В ноябре записывает трек «Bohemian Rhapsody», который был ремейком на одноимённую песню группы Queen. В дальнейшем, этот танцевальный микс вошёл в сборник «Queen Dance Traxx I», который был сборником ремейков на самые популярные песни группы Queen.
29 сентября 1997 году Magic Affair выпустил сингл «The Night Of The Raven», 25 февраля 1998 года «Break These Chains», 11 мая 1998 года «Sacrifice», а 2 марта 1999 года «Miracles». После долгих лет затишья, 10 декабря 2003 года Magic Affair выпустила хит «Fly Away», а 15 марта следующего года была написан и выпущен макси-сингл «Fly Away».
Майк Стааб умер в возрасте 49 лет 11 мая 2009 года от сердечного приступа.
В 2014 году в группа вновь вернулась с новым материалом и новым участником, которым стал рэпер Nitro.

## Дискография

### Синглы
- 1993 — «Omen III» — UK #17
- 1994 — «Give Me All Your Love» — UK #30
- 1994 — «In the Middle of the Night» — UK #38
- 1994 — «Fire»
- 1995 — «The Rhythm Makes You Wanna Dance»
- 1996 — «Energy of Light»
- 1996 — «World of Freedom»
- 1996 — «Bohemian Rhapsody»
- 1997 — «Break These Chains»
- 1997 — «Night of the Raven»
- 1998 — «Sacrifice»
- 1999 — «Miracles»
- 2003 — «Fly Away»
- 2014 — «Hear the Voices»

### Альбомы
- 1994 — Omen… The Story Continues
- 1996 — PhenOMENia